# 渡部鼎
渡部 鼎（わたなべ かなえ、安政5年9月7日（1858年10月13日） - 昭和7年（1932年）7月18日）は、日本の医師、政治家。会陽医院院長。衆議院議員を2期務めた。野口英世の左手を手術し、野口に医学の道へ進むきっかけを与えた恩師として知られる。

## 概要
陸奥国河沼郡野沢（現・福島県耶麻郡西会津町）出身。父は漢学者・渡部思斎。父に漢学を、高島嘉右衛門の藍謝堂（通称高島英学校）で洋学を学び、大学南校に進んで英学を、さらに1874年には東京医学校（現東京大学医学部）に入学し、岩佐純に師事して医学を修める。1877年（明治10年）警察医、陸軍軍医試験に合格。西南戦争に新撰旅団第四大隊附軍医試補として従軍した。1885年（明治18年）から石川暎作と共に女性の髪型について経済面衛生面から束髪を広める運動を行ったほか、尾崎行雄、田口卯吉らと英語会を組織したり、大日本衛生会や東京医会に属して活動した。
1887年（明治20年）にカリフォルニア大学医学部に留学し、卒業後の1888年（明治21年）にサンフランシスコで開業した。渡部は海外で医師として開業した日本人の嚆矢と推測されている。父の死に伴い、1890年（明治23年）に帰国し、会津若松市で会陽医院（渡部医院）を開業。

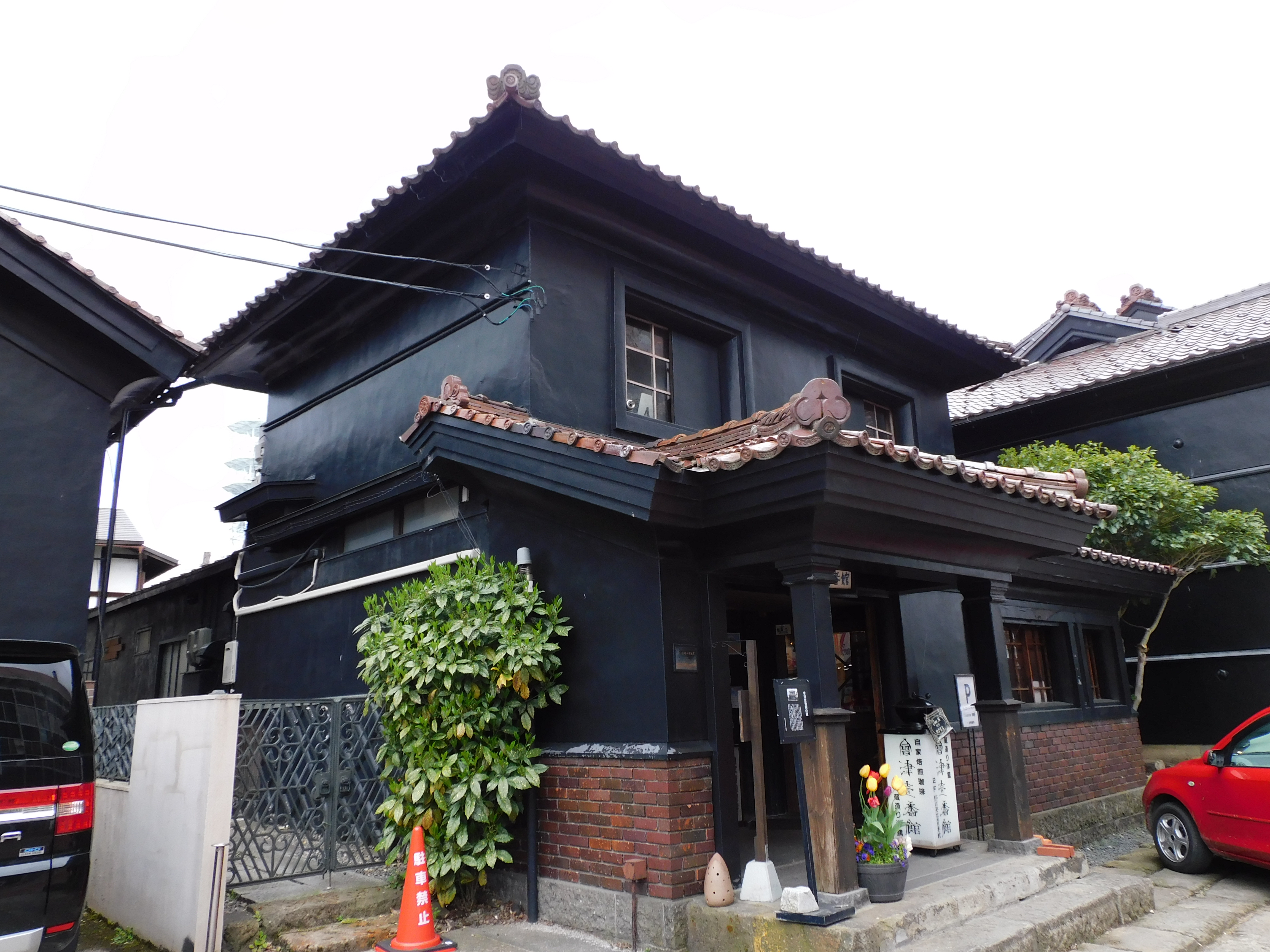
旧会陽医院（野口英世青春館）

1892年（明治25年）、当時高等小学校の生徒であった野口清作（後の野口英世）の不自由な左手を手術した。これがきっかけで医学の素晴らしさを知った野口は、自分も医学の道へ進むことを決意し、高等小学校を卒業した後は会陽医院の書生となって住み込みで働きながら、医術開業試験を受けるために上京するまでの約3年半にわたって医学の基礎を熱心に学んだ（野口英世の項目を参照）。
軍医として、日清戦争および日露戦争にも出征した。福島県の地域医療に力を尽くしたほか、1902年（明治35年）の第7回衆議院議員総選挙では若松市選挙区で立憲政友会から立候補し当選。主に厚生行政の分野で活動した。1906年（明治39年）には上京し、青山南町（現・港区南青山）で日本初のラジウム治療専門医院を開業したが、胃病のため1917年（大正6年）に帰郷し、桂林寺町で再度開業した。
娘2人がロバート・W・アーウィンの2人の息子とそれぞれ結婚した。孫の一人は第二次大戦で戦死、もう一人の孫アーウィン・ユキコは指圧師となり、英語による指圧の本のほか、自伝『フランクリンの果実』（文藝春秋社、1988年5月）を上梓した。

## 軍医
大阪鎮台歩兵第8連隊副官、大阪医学校教頭、大阪医事研究会会長、東京憲兵第一大隊医官、軍医学会幹事などを歴任し、陸軍三等軍医正（軍医少佐）にて予備役となっている。稚松会会員。

## 栄典
- 1886年（明治19年）7月8日 - 正七位[6]
- 1894年（明治27年） - 従六位動六等[3]